# Cassipora (begraafplaats)
Cassipora is een joodse begraafplaats in het district Para in Suriname. Samen met de Jodensavanne staat het sinds 2023 op de lijst voor Werelderfgoederen van de UNESCO. De begraafplaats ligt nabij de Cassiporakreek.
De Jodensavanne werd in 1685 aangelegd en de inmiddels vervallen synagoge zo'n veertien jaar eerder. De grafstenen op de begraafplaats getuigen van een rijk Joods leven. De bloeiperiode was rond het jaar 1700. Het Joodse leven eindigde op de Jodensavanne als gevolg van de brand in 1832.

## Schoonmaakacties
Toen de Jodensavanne tijdens de Tweede Wereldoorlog werd gebruikt als interneringskamp voor vermeende leden van de Nationaal-Socialistische Beweging (NSB) uit Nederlands-Indië, werd de begraafplaats en het dorp door de gevangenen schoongemaakt. De meer dan 436 grafstenen die in deze jaren werden blootgelegd, raakten in de jaren erna weer begroeid door onkruid.
In 1967 volgde een nieuwe schoonmaakactie die werd uitgevoerd door de Troepenmacht in Suriname (TRIS). Door de Binnenlandse Oorlog (1986-1992) lag het gebied er een tijd lang verlaten bij.
Vanaf het jaar 2000 werd het gebied gerenoveerd door de stichting Jodensavanna. Hierbij werd ook de begraafplaats opnieuw ontdaan van begroeiing. Hierna volgde ook nog een schoonmaakactie door de schrijvers van Remnant stones, met het doel om alle teksten te ontcijferen. In 2019 volgde opnieuw een schoonmaakactie met hulp van een donatie van de UNESCO.